# 罗阿讷区
罗阿讷区（法語：arrondissement de Roanne）是法国卢瓦尔省所辖的一个区。总面积1779.9平方公里，总人口152659，人口密度88人/平方公里（2018年）。主要城镇为罗阿讷。

## 辖区
罗阿讷区辖有113个市镇。